# セインツの海戦
セインツの海戦（セインツのかいせん、英: Battle of the Saintes）は、アメリカ独立戦争中の1782年4月9日-4月12日に西インド諸島のドミニカ近くで行われたフランス海軍とイギリス海軍の海戦である。ジョージ・ロドニー卿が指揮するイギリス艦隊はフランソワ・ド・グラス伯爵指揮するフランス艦隊を打ち破り、フランス艦隊の旗艦ヴィル・ド・パリを含め5隻を捕獲した。
この戦闘の名前は、西インド諸島のウィンドワード諸島に属するグアドループ諸島とドミニカの間にある一群の島、レ・サント諸島に因んで名付けられた。この戦いで敗れたフランス艦隊は、前年にバージニアのヨークタウンにいたイギリス軍を海上から封鎖して降伏に導いた艦隊でもあった。その後フランスの艦隊は西インド諸島に帰ってイギリス領の島々の攻撃を再開し、セントクリストファー島を占領する成果を上げていた。

## 発端

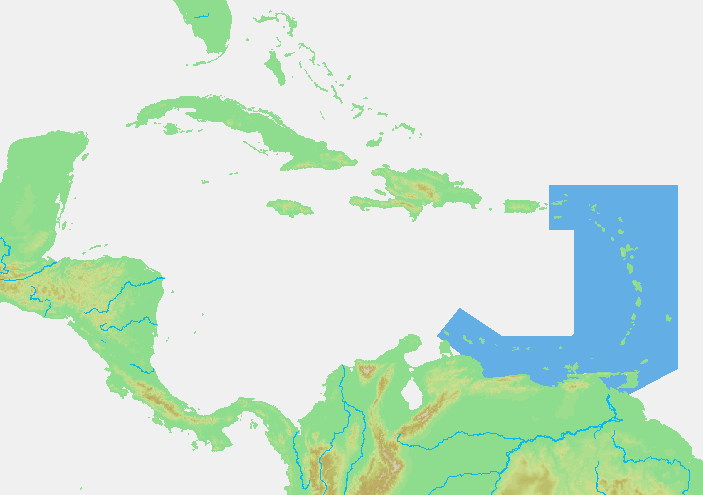
西インド諸島。青で囲まれている所が小アンティル諸島。その右下（南東）がウィンドワード諸島。

1782年4月7日、ド・グラスは33隻の戦列艦と2隻の50門フリゲートで100隻以上の輸送船と大護送船団を形成し、マルティニーク島を出航した。フランス艦隊は、戦列艦12隻およびイギリス領ジャマイカ島の占領に向かう15,000名の軍隊からなるスペイン艦隊と落ち合う手筈であった。これを36隻の戦列艦からなるロドニーのイギリス艦隊が追跡した。
4月9日、ド・グラスは輸送船団を2隻の50門艦に護衛させてグアドループ諸島に向かわせた。フランス艦隊と、本隊と分離してしまったイギリスの前衛部隊とが接触し、フランス側の優位で前哨戦が行われた。決着はつかなかったがフランス戦列艦2隻が損傷を受けた。

## 戦闘

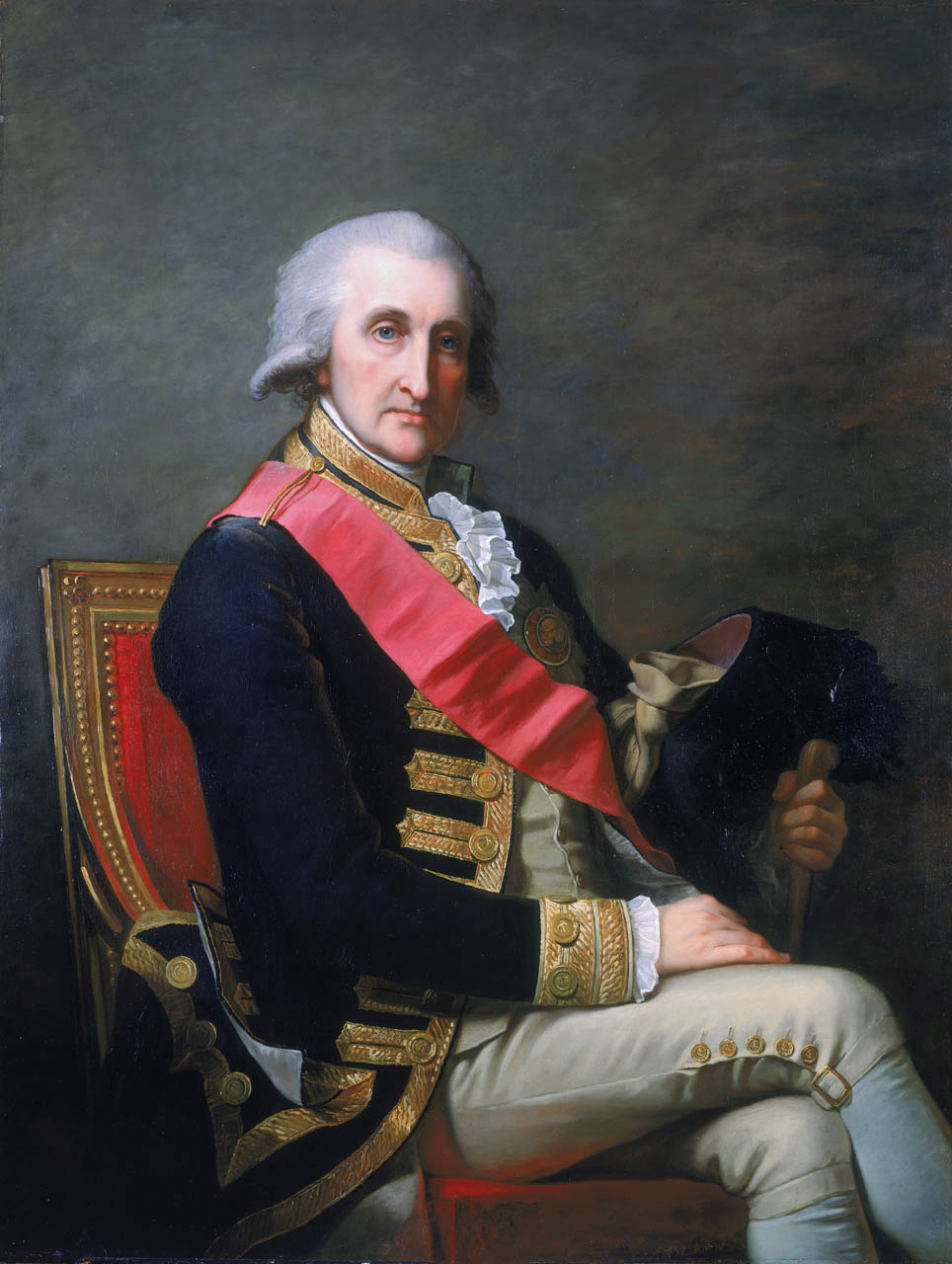
ジョージ・ロドニー卿

4月12日、ド・グラスは、4隻のイギリス艦に追跡されてマストを破損した1隻を守りつつ、苦労して艦隊をグアドループ諸島に向けて進めていた。ロドニーは追跡していた艦船を呼び戻し、戦列を組むよう信号を送った。フランス艦隊の戦列がイギリスの戦列を遣り過ごそうとした時に、突如風向きが変わり、ロドニーの旗艦「フォーミダブル」が、「デューク」や「ベドフォード」その他の艦共々フランスの戦列に割って入ることになり、艦の進むに任せて戦うことになった。その結果フランス艦の戦列は混乱し、旗艦の「ヴィル・ド・パリ」（104門艦）を含む数隻が重大な損傷を負った。結局ド・グラスは降伏して捕虜になり、艦隊の大半は統制を失って遁走した。フランスの戦列は2つに分断された。追跡が行われ、4隻が捕獲されたほか、「セザール」が捕獲後に炎上した。
イギリス軍の損失は死者243名、負傷者816名であり、36名の艦長のうち2名が戦死した。フランス軍の損失はわかっていないが、艦長についてのみ、30名のうち6名が戦死したことが記録されている。水兵はおよそ2,000名が死傷したと考えられる。

## 戦闘の後
この戦闘の結果で、フランスとスペインが期待したジャマイカの占領は不可能になった。イギリスはヨークタウンの意趣返しに成功したが、アメリカ独立戦争自体には何の影響も無かった。ロドニーはこの勝利で貴族に列せられ、年金を2,000ポンド受け取れるようになった。これ以後、アメリカ独立戦争の西インド諸島での作戦行動は行われていない。
この戦闘は、3つの理由で議論を呼んだ。
1. ロドニーが勝利の後の追跡の手を緩めてしまったことが批判された。副将のサミュエル・フッドは艦隊司令官が追跡すればフランス艦を20隻は捕獲できていただろうと言った。4月17日、フッドは敵の追跡に派遣され、直ぐにモナ水路で2隻の戦列艦を捕獲した。
2. この戦闘は「戦列突破」の戦術で有名になった。イギリス艦はフランス戦列の隙間に割って入り、風下から敵と渡り合い、敵の戦列を混乱させた。しかし、この戦術が意図的に成されたものかについて多くの議論がなされている。
3. フランスの側では、ド・グラスがその部下であるヴォードリュイユとブーゲンヴィルをこの敗戦について糾弾した。

## 海戦に加わった艦船
（　）内数字は砲門数。フランス艦のリンクはすべて英語版。
| アガメムノン (64) エイジャックス (74) アルサイド (74) アルフレッド (74) アンソン (64) - ウィリアム・ブレア艦長 アメリカ (64) アロガント (74) バーフラー (90) - サミュエル・フッド卿の旗艦 ベドフォード (74) ベリクー (64) カナダ (74) セントー (74) コンカラー (74) - ジョージ・バルフォア デューク (98) フェイム (74) - Capt. Robert Barbor フォーミダブル (98) - ロドニー卿の旗艦 ハーキュリーズ (74) マグニフィセント (74) マールバラ (74) モナーク (74) モンタギュー (74) ナミュール (90) ノンサッチ (64) プリンス・ジョージ (98) プリンス・ウィリアム (64) プリンチェサ (70) - 3rd flag of Samuel Drake プロテー (64) レパルス (64) レゾリューション (74) - ロバート・マナーズ卿 ロイヤル・オーク (74) ラッセル (74) - ジェイムズ・ソーマレス艦長 セント・オールバンズ (64) - ウィリアム・コーンウォリス トーベイ (74) ウォーリア (74) ヤーマス (60) ヴァリアント (74) | アーデント (64) - （元イギリス艦 - 捕獲された） オーギュスト (80) - ド・ブーゲンヴィル ブルゴーニュ (74) ブラーブ (74) セザール (74) - （捕獲され、炎上） シトワイエン (74) コンケラン (74) クローヌ (80) - ミトン・ド・ジェヌーイリー ドーファン・ロワイヤル (70) デスタン (74) ディアデーム (74) デュック・ド・ブルゴーニュ (80) イヴェイレ (64) グロリュー (74) - （捕獲された） エクター (74) - （捕獲された） エルキュール (74) ラングドック (80) マナニーム (74) マニフィク (74) マルセイレ (74) ネプチューン (74) ノーサンバーランド (74) パルミエ (74) プルートン (74) レフレチ (64) リッチモン (フリゲート) - モンマール セプター (74) シピオン (74) スーヴレン (74) ル・トリオンファン (80) - ラ・ペルーズ ヴィル・ド・パリ (104) - グラスの旗艦（捕獲された） |